# 比拉坎
比拉坎（羅馬化：Birakan）是俄罗斯犹太自治州的市级镇，属奥布卢奇耶区，位于自治州北部比拉河畔，在区行政中心奥布卢奇耶东、自治州首府比罗比詹西偏北方。
该地2021年人口有1,760人；2010年人口2,151；2002年人口2,543；1989年人口3,089。